# Andrea Manici
Pas d'image ? Cliquez ici

a Compétitions nationales et continentales officielles uniquement.

b Matchs officiels uniquement.
Dernière mise à jour le 3 juin 2020.
Andrea Manici, né le 28 avril 1990 à Parme, est un joueur de rugby à XV italien. Évoluant au poste de talonneur, il joue pour le Zebre en Pro12 de 2012 jusqu'à sa retraite, en 2018.
Après avoir joué avec l'équipe Italie A, Manici a connu sa première cape internationale avec l'Italie le 22 juin 2013 contre les Samoa à l'occasion du tournoi quadrangulaire en Afrique du Sud.

## Carrière
Au 12 octobre 2015, Andrea Manici  compte 16 sélections depuis sa première sélection le 15 juin 2015 contre les Samoa.
Il compte une sélection en 2013, cinq en 2014 et dix en 2015.
Andrea Manici participe à une édition du Tournoi des Six Nations, en 2015, puis à une édition de la coupe du monde. En 2015, il joue lors de trois rencontres, face à la France, l'Irlande et la Roumanie .
Cette participation à la coupe du monde constitue sa dernière apparition sur la scène internationale. Une blessure au ligament croisé antérieur du genou droit, contractée peu de temps après la fin de la compétition, et les complications qui suivent son opération l'empêchent de suivre un processus de rééducation optimal. Il est contraint d'abandonner sa carrière de rugbyman en avril 2018, plus de deux ans après sa blessure.